# Herinneringsmedaille ter gelegenheid van het huwelijk van HH.KK.HH Prins Jean en Prinses Josephine-Charlotte van Luxemburg
Op 9 april 1953  trouwden Groothertog  Jean van Luxemburg en prinses Joséphine-Charlotte, dochter van koning Leopold III van België.
Het Groothertogdom stelde een herinneringsmedaille in, de 'Herinneringsmedaille ter gelegenheid van het huwelijk van HH.KK.HH Prins Jean en Prinses Josephine-Charlotte van Luxemburg, die aan de betrokken hovelingen, de officieren van het leger en de gasten werd verleend.
De onderscheiding was een van de onderscheidingen van Prins Bernhard der Nederlanden, zie de Lijst van onderscheidingen van Bernhard van Lippe-Biesterfeld.